# Théodore Ier Rechtouni
Théodore Ier Ṙštuni ou Rechtouni (en arménien  Թեոդորոս Ա Ռշտունի) est Catholicos de l'Église apostolique arménienne de 930 à 941 ou de 932 à 938,.

## Biographie
Théodore Ier Rechtouni succède comme Catholicos à son parent Étienne II Rechtouni, issu comme lui de cette ancienne famille féodale. Théodore Ier maintient le siège du catholicossat à Aghtamar, où ses prédécesseurs s’étaient réfugiés afin d’échapper aux troubles qui agitaient l’Arménie bagratide depuis la mort du roi Smbat Ier. L’île d’Aghtamar est par ailleurs située dans le domaine du roi Gagik Ier de Vaspourakan, dont la famille les Arçrouni est depuis longtemps la suzeraine directe des Rechtouni.
Dans la première année de sa charge, Théodore Ier adresse un message à Constantinople au patriarche Tryphon et à l’empereur Romain Ier Lécapène afin d’envisager avec eux les conditions d’un rapprochement entre l’Église apostolique arménienne et l’Église grecque. Son appel demeure sans suite.
Théodore Ier disparaît après avoir assumé sa charge pendant dix ans et sa succession est assurée par son frère Yeghishe Rechtouni.